# Les Mystérieuses Cités d'or (serie animata 2012)
Les Mystérieuses Cités d'or (lett. "Le misteriose città d'oro") è una serie animata francese del 2012, sequel della serie Esteban e le misteriose città d'oro del 1982. La serie, anch'essa ispirata al romanzo The King's Fifth di Scott O'Dell, riporta i protagonisti alla ricerca di altre città d'oro, non più in America Latina ma in Asia e in Africa.
Alla produzione hanno partecipato Jean Chalopin e Bernard Deyries, già autori della serie animata storica. La serie si compone di tre stagioni da 26 episodi ciascuna, numerate da 2 a 4 per considerare la serie storica come stagione 1.

## Personaggi
Esteban
Doppiato da: Audrey Pic
Zia
Doppiata da: Adeline Chetail
Tao
Doppiato da: Caroline Mozzonne

## Episodi

### Seconda stagione
| Nº | Titolo originale               | Prima TV originale |
| -- | ------------------------------ | ------------------ |
| 1  | Retour à Barcelone, 1re partie | 17 novembre 2012   |
| 2  | Retour à Barcelone, 2e partie  | 24 novembre 2012   |
| 3  | Le Secret du tambour           | 23 marzo 2013      |
| 4  | Aux mains des pirates          | 30 marzo 2013      |
| 5  | L'Alchimiste                   | 31 marzo 2013      |
| 6  | À l'abordage!                  | 31 marzo 2013      |
| 7  | Shaolin                        | 1º aprile 2013     |
| 8  | La Trahison                    | 27 aprile 2013     |
| 9  | La Prophétie                   | 4 maggio 2013      |
| 10 | La Perle noire                 | 11 maggio 2013     |
| 11 | À la recherche du dragon jaune | 18 maggio 2013     |
| 12 | Dans la Cité interdite         | 25 maggio 2013     |
| 13 | Comme un prince                | 1º giugno 2013     |
| 14 | L'Évasion                      | 8 giugno 2013      |
| 15 | Le Ventre de Bouddha           | 25 agosto 2013     |
| 16 | Le Labyrinthe                  | 1º settembre 2013  |
| 17 | Le Jardin endormi              | 8 settembre 2013   |
| 18 | Le Fils du soleil              | 15 settembre 2013  |
| 19 | L'Oasis                        | 22 settembre 2013  |
| 20 | La Fresque des yeux maudits    | 29 settembre 2013  |
| 21 | La Séparation                  | 6 ottobre 2013     |
| 22 | Le Feu du dragon               | 13 ottobre 2013    |
| 23 | L'Expédition                   | 20 ottobre 2013    |
| 24 | Le Nid du condor               | 27 ottobre 2013    |
| 25 | La Révélation                  | 3 novembre 2013    |
| 26 | Face-à-face                    | 10 novembre 2013   |

### Terza stagione
| Nº | Titolo originale            | Prima TV originale |
| -- | --------------------------- | ------------------ |
| 1  | Kagoshima                   | 12 ottobre 2016    |
| 2  | Le Daimyo Shimazu           | 12 ottobre 2016    |
| 3  | Le grand oiseau d'or        | 13 ottobre 2016    |
| 4  | La colère du Naï No Kami    | 13 ottobre 2016    |
| 5  | Le bouclier miroir          | 14 ottobre 2016    |
| 6  | Le retour de Zarès          | 14 ottobre 2016    |
| 7  | Le sabre du samouraï        | 17 ottobre 2016    |
| 8  | Quand le masque tombe       | 17 ottobre 2016    |
| 9  | Le Thallios                 | 18 ottobre 2016    |
| 10 | Sûndagatt                   | 18 ottobre 2016    |
| 11 | Les ombres de la jungle     | 19 ottobre 2016    |
| 12 | Le temple mémoire           | 19 ottobre 2016    |
| 13 | Laguerra                    | 20 ottobre 2016    |
| 14 | L'ordre du sablier          | 20 ottobre 2016    |
| 15 | Le secret d'Ambrosius       | 21 ottobre 2016    |
| 16 | Les soleils noirs           | 21 ottobre 2016    |
| 17 | Libres!                     | 24 ottobre 2016    |
| 18 | Ormuz                       | 24 ottobre 2016    |
| 19 | Un nouveau départ           | 25 ottobre 2016    |
| 20 | La montagne de la Lune      | 25 ottobre 2016    |
| 21 | En remontant, tu descendras | 26 ottobre 2016    |
| 22 | Le seigneur du désert       | 26 ottobre 2016    |
| 23 | Les voiles de Rana'Ori      | 27 ottobre 2016    |
| 24 | Le désert des Chaldis       | 27 ottobre 2016    |
| 25 | Le serpent et le lion       | 28 ottobre 2016    |
| 26 | Kûmlar                      | 28 ottobre 2016    |

### Quarta stagione
| Nº | Titolo originale        | Prima TV originale |
| -- | ----------------------- | ------------------ |
| 1  | Lalibela                | 29 novembre 2020   |
| 2  | Le rêve de Zia          | 29 novembre 2020   |
| 3  | Enchaînés               | 6 dicembre 2020    |
| 4  | La grande évasion       | 6 dicembre 2020    |
| 5  | La porte des Anciens    | 13 dicembre 2020   |
| 6  | Le fondateur            | 13 dicembre 2020   |
| 7  | La fumée qui gronde     | 20 dicembre 2020   |
| 8  | Ophir                   | 20 dicembre 2020   |
| 9  | La pierre d'éternité    | 21 dicembre 2020   |
| 10 | La dame qui sourit      | 21 dicembre 2020   |
| 11 | Le Bako                 | 22 dicembre 2020   |
| 12 | Adieu Maître!           | 22 dicembre 2020   |
| 13 | La nuit des masques     | 23 dicembre 2020   |
| 14 | La falaise aux esprits  | 23 dicembre 2020   |
| 15 | La sorcière             | 24 dicembre 2020   |
| 16 | Orunigi                 | 24 dicembre 2020   |
| 17 | Révélations             | 28 dicembre 2020   |
| 18 | Au-delà du miroir       | 28 dicembre 2020   |
| 19 | Tombés du ciel          | 29 dicembre 2020   |
| 20 | Le sacrifice            | 29 dicembre 2020   |
| 21 | Main dans la main       | 30 dicembre 2020   |
| 22 | La porte de l'enfer     | 30 dicembre 2020   |
| 23 | Le dernier des Atlantes | 31 dicembre 2020   |
| 24 | Vengeance               | 31 dicembre 2020   |
| 25 | La 7ème Cité d'or       | 1º gennaio 2021    |
| 26 | Fin de l'aventure?      | 1º gennaio 2021    |